# Englische Frauen-Cricket-Nationalmannschaft in Neuseeland in der Saison 2014/15
Die Tour der englischen Frauen-Cricket-Nationalmannschaft gegen Neuseeland in der Saison 2014/15 fand vom 11. bis zum 18. Februar 2015 statt. Die internationale Cricket-Tour war Bestandteil der Internationalen Cricket-Saison 2014/15 und umfasste fünf WODIs und drei WTwenty20s. Die ersten drei WODI waren Teil der ICC Women’s Championship 2014–16. England gewann die WODI-Serie 3–2 und die WTwenty20-Serie mit 2–1.

## Vorgeschichte
Für beide Mannschaften war es die erste Tour der Saison. Das letzte Aufeinandertreffen bei einer Tour zwischen den beiden Teams fand in der Saison 2011/12 in Neuseeland statt.

## Stadien
Das folgende Stadion wurde für die Tour ausgewählt und wurden am 28. August 2014 bekanntgegeben.
| Stadion             | Stadt           | Kapazität | Spiele                     |
| ------------------- | --------------- | --------- | -------------------------- |
| Bert Sutcliffe Oval | Lincoln         |           | 4. & 5. WODI; 3. WTwenty20 |
| Bay Oval            | Mount Maunganui | 10.000    | 1. – 3. WODI               |
| Cobham Oval         | Whangārei       | 5.500     | 1. & 2. WTwenty20          |

## Kaderlisten
England benannte seine Kader am 19. Januar 2015.
Neuseeland benannte seine Kader am 19. Januar 2015.
| WODI | WODI | WTwenty20 | WTwenty20 |
| Neuseeland | England | Neuseeland | England |
| --- | --- | --- | --- |
| - Charlotte Edwards (K) - Katherine Brunt - Kate Cross - Lydia Greenway - Rebecca Grundy - Jenny Gunn - Danielle Hazell - Amy Jones - Heather Knight - Laura Marsh - Natalie Sciver - Anya Shrubsole - Sarah Taylor (wk) - Lauren Winfield - Danni Wyatt | - Suzie Bates (K) - Erin Bermingham - Kate Broadmore - Sophie Devine - Georgia Guy - Holly Huddleston - Anna Peterson - Katie Perkins - Rachel Priest (wk) - Sara McGlashan - Morna Nielsen - Hannah Rowe - Amy Satterthwaite - Lea Tahuhu | - Charlotte Edwards (K) - Katherine Brunt - Kate Cross - Lydia Greenway - Rebecca Grundy - Jenny Gunn - Danielle Hazell - Amy Jones - Heather Knight - Laura Marsh - Natalie Sciver - Anya Shrubsole - Sarah Taylor (wk) - Lauren Winfield - Danni Wyatt | - Suzie Bates (K) - Erin Bermingham - Kate Broadmore - Sophie Devine - Georgia Guy - Holly Huddleston - Anna Peterson - Katie Perkins - Rachel Priest (wk) - Sara McGlashan - Morna Nielsen - Hannah Rowe - Amy Satterthwaite - Lea Tahuhu |

## Women’s One-Day Internationals

### Erstes WODI in Sharjah
| 11. Februar Scorecard | Mount Maunganui | Neuseeland 240-8 (50)          | – | England 173 (45.2) |
|                       |                 | Neuseeland gewinnt mit 67 Runs |   |                    |

England gewann den Münzwurf und entschied sich als Feldmannschaft zu beginnen. Als Spielerin des Spiels wurde Suzie Bates ausgezeichnet.

### Zweites WODI in Mount Maunganui
| 15. März Scorecard | Mount Maunganui | England 194 (48.4)          | – | Neuseeland 104 (36.1) |
|                    |                 | England gewinnt mit 90 Runs |   |                       |

England gewann den Münzwurf und entschied sich als Schlagmannschaft zu beginnen. Als Spielerin des Spiels wurde Charlotte Edwards ausgezeichnet.

### Drittes WODI in Mount Maunganui
| 15. Februar Scorecard | Mount Maunganui | Neuseeland 219-1 (48.4)          | – | England 217-9 (50) |
|                       |                 | Neuseeland gewinnt mit 9 Wickets |   |                    |

England gewann den Münzwurf und entschied sich als Schlagmannschaft zu beginnen. Als Spielerin des Spiels wurde Rachel Priest ausgezeichnet.

### Viertes WODI in Lincoln
| 26. Februar Scorecard | Lincoln | England 168 (50)              | – | Neuseeland 169-1 (32.1) |
|                       |         | England gewinnt mit 9 Wickets |   |                         |

England gewann den Münzwurf und entschied sich als Feldmannschaft zu beginnen. Als Spielerin des Spiels wurde Kate Cross ausgezeichnet.

### Fünftes WODI in Lincoln
| 28. Februar Scorecard | Lincoln | Neuseeland 230-8 (50)         | – | England 232-5 (45) |
|                       |         | England gewinnt mit 5 Wickets |   |                    |

England gewann den Münzwurf und entschied sich als Schlagmannschaft zu beginnen. Als Spielerin des Spiels wurde Sarah Taylor ausgezeichnet.

## Women’s Twenty20 Internationals

### Erstes WTwenty20 in Whangarei
| 19. Februar Scorecard | Whangārei | Neuseeland 60 (19.4)          | – | England 61-2 (11.4) |
|                       |           | England gewinnt mit 8 Wickets |   |                     |

Neuseeland gewann den Münzwurf und entschied sich als Schlagmannschaft zu beginnen. Als Spielerin des Spiels wurde Heather Knight ausgezeichnet.

### Zweites WTwenty20 in Whangarei
| 20. Februar Scorecard | Whangārei | England 122-5 (20)               | – | Neuseeland 124-4 (19.2) |
|                       |           | Neuseeland gewinnt mit 6 Wickets |   |                         |

England gewann den Münzwurf und entschied sich als Schlagmannschaft zu beginnen. Als Spielerin des Spiels wurde Rachel Priest ausgezeichnet.

### Drittes WTwenty20 in Sharjah
| 24. Februar Scorecard | Lincoln | England 102-5 (18.4)          | – | Neuseeland 97-4 (20) |
|                       |         | England gewinnt mit 5 Wickets |   |                      |

England gewann den Münzwurf und entschied sich als Feldmannschaft zu beginnen. Als Spielerin des Spiels wurde Heather Knight ausgezeichnet.

## Auszeichnungen

### Player of the Series
Als Player of the Series wurden der folgende Spieler ausgezeichnet.
| Serie | Player of the Series |
| ----- | -------------------- |
| WODI  | Sarah Taylor         |
| WT20  | Heather Knight       |

### Player of the Match
Als Player of the Match wurden die folgenden Spielerinnen ausgezeichnet.
| Spiel   | Player of the Match |
| ------- | ------------------- |
| 1. WODI | Suzie Bates         |
| 2. WODI | Charlotte Edwards   |
| 3. WODI | Rachel Priest       |
| 4. WODI | Kate Cross          |
| 5. WODI | Sarah Taylor        |
| 1. WT20 | Heather Knight      |
| 2. WT20 | Rachel Priest       |
| 3. WT20 | Heather Knight      |